# Paimionjoki
Der Paimionjoki (schwedisch Pemar å) ist ein Fluss im äußersten Südwesten Finnlands in der Landschaft Varsinais-Suomi.
Der Fluss hat seinen Ursprung im See Painio östlich der Kleinstadt Somero.
Er fließt zuerst in westlicher Richtung, später in südwestlicher Richtung und mündet etwa 20 km östlich der Großstadt Turku im Schärenmeer.
Auf seiner Strecke passiert der ungefähr 110 km lange Fluss die Orte Koski Tl, Marttila und Tarvasjoki sowie die Kleinstadt Paimio.
Wichtigster Nebenfluss ist der Tarvasjoki.
Das Einzugsgebiet des Paimionjoki umfasst 1088 km².
Der mittlere Abfluss beträgt 7,2 m³/s.